# Pedro Cerbuna
Pedro Cerbuna del Negro (Fonz, Huesca, 27 de febrero de 1538 - Calatayud, 5 de marzo de 1597) fue un religioso español,  obispo de Tarazona y fundador de la Universidad de Zaragoza.

## Biografía
Fueron sus padres Juan Nadal Cerbuna, alguacil de la Inquisición aragonesa y bayle de Fonz, e Isabel del Negro y de Ejea.
Estudió en las universidades de Huesca, Valencia, Lérida y Salamanca, donde se doctoró en Teología en 1563. Al año siguiente fue ordenado sacerdote en Lérida. Posteriormente, ejerció varios cargos eclesiásticos (profesor de Teología y vicario general de la diócesis de Lérida; canónigo penitenciario y visitador de la de Huesca; y canónigo y vicario general del Arzobispado de Zaragoza de 1583 a 1585).
Dedicó las rentas de la sede vacante del Arzobispado de Zaragoza a la creación de la Universidad de Zaragoza, lo que permitió su apertura el 24 de mayo de 1583 (a pesar de que había sido fundada por un privilegio de Carlos I concedido en las Cortes de Monzón el 10 de septiembre de 1542).
El 24 de noviembre de 1585 fue consagrado obispo de Tarazona, ciudad donde fundó un colegio de jesuitas bajo la advocación de San Vicente Mártir y el Seminario conciliar de San Gaudioso. Sixto V lo nombró también administrador apostólico de la diócesis de Calahorra. Murió en 1597. Sus restos descansan en la Colegiata de Santa María la Mayor de Calatayud.